# 乌依乡
乌依乡，是中华人民共和国四川省凉山彝族自治州布拖县曾经下辖的一个乡。2021年1月12日，撤销乌依乡，其所属行政区域为拉果乡的行政区域。

## 行政区划
乌依乡撤销前下辖以下地区：
乌依村、日古村、瓦黑村和阿布洛哈村。